# Abel Resino Gómez
Abel Resino Gómez (Velada, 2 de febrer de 1960) és un exfutbolista i actualment entrenador espanyol. Jugava de porter i el seu primer equip va ser el Club Deportivo Toledo. La major part de la seva carrera com a porter es va desenvolupar en l'Atlètic de Madrid, on va batre el rècord d'imbatibilitat a Primera divisió. Va ser internacional amb la selecció espanyola.

## Jugador
Va començar jugant en les categories inferiors del Club Deportivo Toledo fins a 1979, any en què va passar a formar part de la primera plantilla. La temporada següent va ingressar en les files del Ciempozuelos.
Va fitxar per l'Atlètic de Madrid el 1982 per a jugar en les categories inferiors, fins que en la temporada 86-87 li va arribar l'oportunitat de jugar amb el primer equip. Va debutar en la primera divisió de la lliga espanyola de futbol el 12 d'abril de 1987 en el partit Reial Múrcia 1 - 2 Atlètic de Madrid. En la seva primera temporada no va disposar de moltes oportunitats, però en la següent va aconseguir la titularitat. La temporada 90-91 Abel va realitzar una molt bona temporada i va guanyar una Copa del Rei i un subcampionat de Lliga. Aquesta temporada va aconseguir el rècord del porter que més temps ha estat sense encaixar un gol, concretament 1.275 minuts. El seu rècord va començar el 25 de novembre de 1990 en el partit Mallorca 1 - 0 Atlètic de Madrid, quan el jugador mallorquinista Claudio li va marcar un gol en el minut 31. Des de llavors Abel va mantenir la seva porteria imbatuda durant 14 jornades de lliga. Per fi, el 17 de març de 1991, en la vint-i-sisena jornada de lliga, li van marcar un gol. Va ser en el partit contra l'Sporting quan en el minut 45 Luis Enrique va aconseguir batre'l. Abel és el porter de la lliga espanyola de futbol que més minuts ha romàs imbatut i és el setè porter del món de totes les lligues de primera divisió amb més minuts sense encaixar un gol. Eixa mateixa temporada va guanyar el Trofeu Zamora a l'encaixar 17 gols en 33 partits de lliga. Abel va aconseguir un terme mitjà de 0,51 gols per partit, el tercer millor de la història de la lliga.
La temporada següent va tornar a proclamar-se campió de la Copa del Rei i va quedar segon en la lluita pel Trofeu Zamora, per darrere de Paco Buyo. Va romandre en l'Atlètic de Madrid nou temporades, fins a 1995, any en el qual va fitxar pel Rayo Vallecano per a disputar la seva última temporada en actiu (es va incorporar a l'equip en el mercat d'hivern). Amb aquest equip va aconseguir mantenir-se en la primera divisió després de superar la promoció enfront del Real Mallorca.
Abel va disputar un total de 264 a Primera divisió.

## Entrenador
Després de la seva retirada dels terrenys de joc va començar la seva carrera com a entrenador. Va començar realitzant labors d'entrenador de porters, adjunt a la Secretaria Tècnica i arribant a ser segon entrenador de l'Atlètic de Madrid, a les ordres de César Ferrando, en la temporada 04-05.
La temporada 2005-2006 va debutar com primer entrenador dirigint el Ciutat de Murcia. Va classificar a aquest jove equip en 4t lloc de la Segona divisió fregant l'ascens, al que va aspirar fins a l'última jornada. La temporada 2006-2007 Abel Resino va fitxar pel Llevant, equip que paradoxalment havia arrabassat l'ascens al Ciutat de Múrcia en quedar 3r en la Lliga. Amb els valencians, Abel Resino ha debutat com a entrenador en la Primera divisió espanyola amb l'objectiu de mantenir al Llevant en la categoria, cosa que aconsegueix en el seu primer any granota.
No obstant això en la temporada 2007-2008 les coses no li van ser tan favorables i després de vuit jornades en les quals l'equip va aconseguir només un punt de 24 possibles va ser destituït en el seu càrrec després de caure derrotat per 3-0 davant el Saragossa.
L'11 de juny de 2008 es va fer oficial la contractació de l'entrenador toledà com a tècnic del Castelló, substituint a José Murcia. Però a meitat temporada, concretament al febrer de 2009, va marxar malgrat que l'equip era a tan sols dos punts d eles places d'ascens a primera divisió. La seva destinació va ser l'Atlètic de Madrid, el club en el qual més va destacar com a jugador. Arribava en substitució del fins aleshores entrenador Javier Aguirre Onaindía, destituït pels mals resultats de l'equip.

## Selecció espanyola
Abel va ser internacional amb la selecció espanyola en dues ocasions. El seu debut com a internacional va ser el 27 de març de 1991 en el partit Espanya 2 - 4 Hongria.

## Palmarès
- 2 Copes del Rei: 1991 i 1992 amb l'Atlètic de Madrid.

### Altres mèrits
- 1 Trofeu Zamora: 1990/91 amb l'Atlètic de Madrid.
- Rècord de minuts sense rebre un gol a la Primera divisió: 1.275 1990/91 amb l'Atlètic de Madrid.